# Џон Њуман
Џон Вилијам Питер Њуман (енгл. John William Peter Newman; 16. јун 1990) енглески је музичар, певач и музички продуцент. Најпознатији је по песми Love Me Again, а и по сарадњама са бендом Рудиментал.

## Музичка каријера
Маја 2012. године направио је сарадњу са групом Рудиментал са којом је снимио познате песме Feel the Love (која се појављивала у игрици Need for Speed: Most Wanted) и Not Giving In. У јуну 2013 године објавио је свој сингл Love Me Again као водећи сингл са албума. У јулу 2016. године избацио је нову песму и изјавио да ради на новом студијском албуму.

## Дискографија
Студијски албуми
- Tribute (2013)
- Revolve (2015)